# Венецианская комиссия
Венецианская комиссия, официально Европейская комиссия за демократию через право — консультативный орган по конституционному праву, созданный при Совете Европы (СЕ) в 1990 году. С 2002 года участвовать в работе комиссии могут и страны, не входящие в СЕ. Сессии проходят в Венеции, откуда и неофициальное название комиссии.

## Статус
Организационно комиссия является «частичным открытым соглашением» в рамках СЕ. Это означает, что члены СЕ не обязаны в ней участвовать и при этом членство в ней открыто (с согласия Комитета министров СЕ) для третьих государств; комиссия имеет собственный бюджет, отдельный от бюджета СЕ.
На 2023 год членами комиссии являются все 46 государств-членов Совета Европы, а также Алжир, Бразилия, Израиль, Казахстан, Южная Корея, Киргизия, частично признанное Косово, Марокко, Мексика, Перу, США, Тунис и Чили; ассоциированным членом является Республика Беларусь (ассоциированное членство приостановлено), наблюдателями являются Аргентина, Ватикан, Канада, Уругвай, Япония; комиссия сотрудничает также с Палестинской национальной администрацией, Евросоюзом и ЮАР.

## Состав
Комиссия должна состоять из независимых экспертов, достигших определенных результатов в работе с демократическими институтами. Каждая страна-участник назначает в комиссию одного эксперта (и может назначить лицо, при необходимости его заменяющее) сроком на четыре года; эксперты должны работать как независимые специалисты, а не представители государств. Как правило, комиссия в полном составе собирается на четыре сессии в году.
Председатель комиссии — Клер Бази Малори (Франция), которая заменила в 2021-м году Джанни Букиккио (Италия) руководивший комиссией с 2009 года.

## Порядок работы
Основная форма работы комиссии — анализ законов и законопроектов государств-участников, затрагивающих проблемы конституционного права, в том числе стандарты выборов, права меньшинств и др. Документ может быть представлен на заключение комиссии самим заинтересованным государством, другим государством с согласия той страны, которая принимает документ, а также Парламентской ассамблеей Совета Европы (ПАСЕ).
Заключения комиссии широко используются ПАСЕ как отражение «европейских стандартов» в области демократии. Помимо этого, комиссия публикует тематические исследования по отдельным проблемам, ведет базы данных CODICES (решения конституционных судов) и VOTA (избирательное право).
По проблематике выборов комиссия тесно сотрудничает с Бюро по демократическим институтам и правам человека (БДИПЧ) ОБСЕ.
| Работа комиссии |
| --- |
| Запрос национальным органом страны или Советом Европы к комиссии, конституционного или законодательного смысла.             |
| Члены и эксперты комиссии при содействии Секретариата создают рабочую группу.                                               |
| Проверка законов и законопроектов на соответствие международным стандартам конституционного права и предлагаемые изменения. |
| Посещение страны для переговоров с властями, гражданским обществом и другими заинтересованными сторонами.                   |
| Формирование финальной версии проекта.                                                                                      |
| Представление проекта всем членам комиссии до начала пленарного заседания.                                                  |
| Обсуждение проекта подкомиссией и с национальными органами власти (при необходимости).                                      |
| Обсуждение и принятие проекта на пленарном заседании.                                                                       |
| Представление проекта органу, который его запросил.                                                                         |
| Публикация финальной версии проекта на сайте Комиссии: www.venice.coe.int                                                   |

## Занимаемая позиция

### Богохульство
В 2009 году Венецианская комиссия привлекла освещение в СМИ за свое мнение, что «богохульство не должно быть незаконным».

### Выборы: определение границ
Основная статья: Делимитация
В рамках своего доклада «Европейская комиссия за демократию через право: кодекс добросовестной практики в вопросах выборов, руководящие принципы и пояснительные доклады», принятого в октябре 2002 года, Венецианская комиссия рекомендовала ряд соображений также при рассмотрении вопросов делимитации границ.

### Акция против Польши
В декабре 2017 года Венецианская комиссия опубликовала отчет, в котором, ссылаясь на статью 7 учредительного договора, Комиссия угрожала Польше отобрать у неё право голоса после того, как польское правительство предприняло меры по изменению формы и контролю Верховного суда Польши..

### Законодательство о религиозных свободах в Черногории
С 2015 года Венецианская комиссия была включена в процесс законодательной реформы и регулирования различных правовых вопросов, связанных с религиозными свободами и правами религиозных общин в Черногории. Первое мнение ВК о первоначальном проекте закона о свободе религии в Черногории было опубликовано в ноябре 2015 года. За ним последовал длительный период внутренних консультаций и дополнительных обсуждений в Черногории, в результате чего был создан новый проект. Закон, за которым последовало другое мнение ВК, изданное в июне 2019 года, рекомендующее различные улучшения и уточнения.